# Révolution du football
La Révolution du football se réfère à des événements qui ont eu lieu en Iran en 1997 et 1998, en lien avec le football, la sécularisation et les droits des femmes. Depuis cette époque, les restrictions sur les femmes ont été restaurées ou resserrées, pour ce qui concerne le football et plus largement le sport et les évènements public. Le sport, en particulier le football, est devenu depuis l'une des revendications des militants pour les droits des femmes en Iran.

## En arrière-plan
Alors que le football féminin est pratiqué en Iran depuis les années 1970, les joueuses sont tenues de respecter un strict code vestimentaire. Depuis la révolution de 1979 et la création de la République islamique, les femmes subissent un accès limité et séparé aux lieux publics, et il leur est expressément interdit de fréquenter des hommes lors d'événements sportifs masculins.

## La Révolution du football
Lorsque, le 29 novembre 1997, l'équipe iranienne de football s'impose de justesse contre l'Australie en qualification de la coupe du monde, des millions d'Iraniens célèbrent la victoire en dansant et chantant dans les rues, malgré de multiples avertissements du gouvernement à l'encontre de toutes célébrations de nature laïque. Le fait plus marquant ce jour-là est que les femmes parviennent à passer les barrières de la police et à entrer dans le stade, d'où elles sont pourtant bannies. La presse occidentale voit alors dans ces événements un message aux fondamentalistes islamiques qui dirigent le pays,. Le journaliste Franklin Foer compare la Révolution du football à la Partie de Thé de Boston.
Quand, par la suite, l'Iran bat les États-Unis par le score de 2 à 1 lors de la phase de poules de la Coupe du monde en France, le 21 juin 1998, de semblables célébrations se poursuivent plusieurs jours, où l'on voit quelques femmes enlever leur voile et se mêler aux hommes, ce qui se poursuit jusqu'à la défaire de l'Iran sur le score de 2-0 face à l'Allemagne.

## Héritage
Après ces évènements, les militants des droits de la femme iranienne commencent à se battre pour le droit d'entrer dans les stades, ce qui est souvent violemment réprimé,.
En avril 2006, le président iranien Mahmoud Ahmadinejad lève l'interdiction sur l'entrée des femmes dans les stades, malgré les objections de conservateurs, en argumentant que les femmes et les familles, aideront à apporter de la morale et de la chasteté dans les lieux publics,. Toutefois, l'interdiction est rétablie par le guide suprême Ali Khamenei dès le 8 mai 2006.
D'autres restrictions sont adoptées dans le pays, entérinant les restrictions pour les compétitions nationales et internationales. En décembre 2007, le vice-président du Comité olympique iranien, Abdolreza Savar, émet une note adressée à toutes les fédérations sportives sur le « bon comportement des athlètes masculins et féminins », précisant qu'une « punition sévère sera rendue à ceux qui ne suivent pas les règles islamiques au cours des compétitions sportives » aussi bien localement qu'à l'étranger. Les hommes ne sont pas autorisés à former ou entraîner des femmes. L'équipe iranienne féminine de  volley-ball, qui avait été considérée comme la meilleure d'Asie, est empêchée de participer aux compétitions internationales en raison du manque de femmes entraîneuses.
Les femmes iraniennes sont autorisées à concourir dans les sports qui exigent le retrait du hijab, mais seulement dans les lieux qui sont exclusivement féminins. Elles sont interdites de manifestations publiques si des hommes sans relation avec elles font partie du public. Ainsi, parmi les 53 athlètes iraniens des jeux Olympiques de Pékin en 2008, il n'y avait que trois femmes : Sara Khoshjamal Fekri (taekwondo), Najmeh Abtin (tir) et Homa Hossini (aviron).